# Glendale (Wisconsin)
Pour les articles homonymes, voir Glendale.
Glendale est une ville américaine située dans le comté de Milwaukee, au Wisconsin. Selon le recensement de 2020, sa population est de 13 357 habitants.

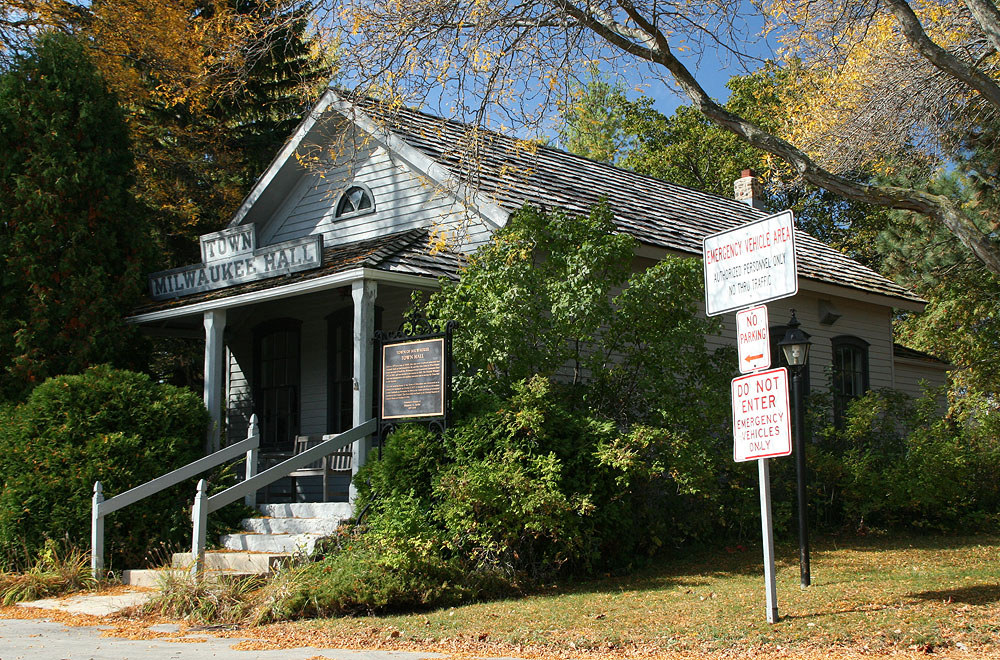
L'hôtel de ville de la ville de Milwaukee, construit en 1872, est situé dans Glendale et est maintenant un musée avec de nombreux artefacts du gouvernement de la ville défunte.